# Vito Caravelli
Vito Caravelli, född 1724 i Irsina, död den 25 november 1800 i Neapel var en italiensk astronom och matematiker.

## Verk
- Euclidis elementa quinque postrema solidorum scientiam continentia,quibus velut elementum aliud adiectus est F. Flussatis liber de solidorum regularium cuiuslibet intra quodlibet comparatione (1750)
- Archimedis theoremata de circuli dimensione, sphoera et cylindro, aucta ac faciliori methodo demonstrata, quibus accedunt theoremata Architectis perutilia de novis solidis sphoeroidalibus (1751)
- Elementa matheseos. Tomus primus qui Geometriam planam,seu priores sex libros Euclidis breviter demonstratos complectitur (1752)
- Elementi di matematiche (åtta volymer 1759–1770)
- Elementi dell'artiglieria (1773)
- Elementi dell'architettura militare (sex volymer 1776)
- Trattati del calcolo differenziale e del calcolo integrale per uso del regale collegio militare (1786)
- Memoria pel conduttore elettrico che si pensa di mettere sulla cupola del tesoro di S. Gennaro (1786)
- Trattato di astronomia (fyra volymer 1782, andra upplaga 1784)
- Opuscoli (åtta korta artiklar om astronomi, matematik och geodesi, 1789)
- Trattato della geometria sferica (1795)
- Elementi di geometria pratica (1799)